# Tumiany
Tumiany (deutsch Daumen) ist ein Ort in der polnischen Woiwodschaft Ermland-Masuren. Er gehört zur Gmina Barczewo (Stadt-und-Land-Gemeinde Wartenburg i. Ostpr.) im Powiat Olsztyński (Kreis Allenstein).

## Geographische Lage
Tumiany liegt am Nordufer des Daumen-Sees (polnisch Jezioro Tumiańskie) im Westen der Woiwodschaft Ermland-Masuren, 22 Kilometer östlich der Kreis- und Woiwodschaftshauptstadt Olsztyn (deutsch Allenstein).

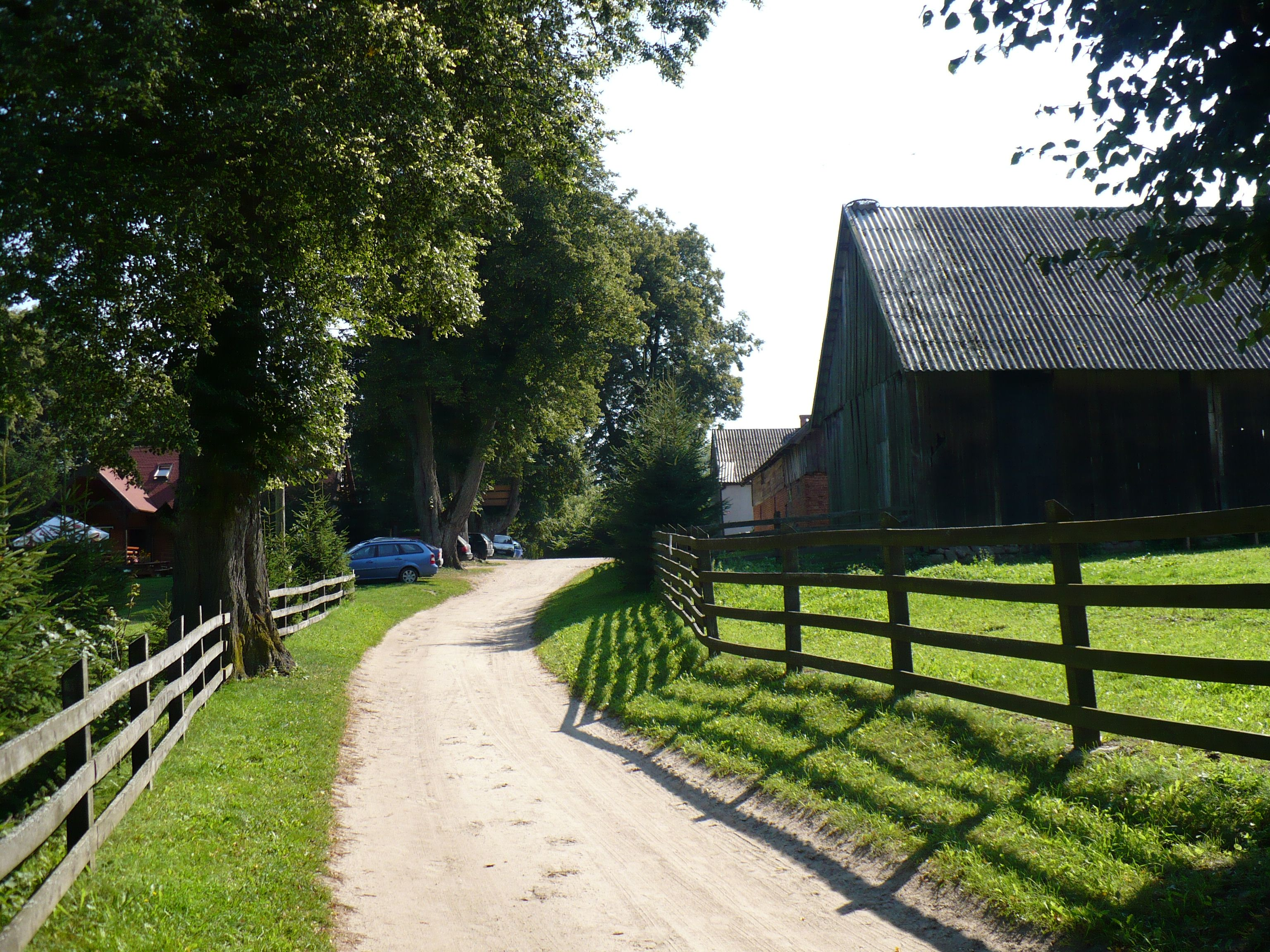
Dorfstraße in Tumiany

## Geschichte
Der kleine Ort – Dorf und Gut – wurde 1375 gegründet und vor 1820 noch Königlich Daumen, nach 1871 nur noch Daumen (ohne Zusatz) genannt. Im Jahre 1820 gab es in Daumen acht Feuerstellen bei 57 Einwohnern, und bei der Volkszählung am 3. Dezember 1861 waren es neun Wohngebäude bei 88 Einwohnern.
Als im Jahre 1874 der Amtsbezirk Hirschberg (polnisch Jedzbark) im ostpreußischen Kreis Allenstein errichtet wurde, wurde Daumen sowohl als Landgemeinde als auch als Gutsbezirk eingegliedert. Im Jahre 1910 zählte das Dorf Daumen 180, das Gut Daumen im gleichen Jahr 28 Einwohner.
Der Gutsbezirk Daumen verlor am 30. September 1928 seine Eigenständigkeit, als er in die Landgemeinde Daumen eingemeindet wurde. Die Einwohnerzahl der auf diese Weise neu formierte Gemeinde belief sich 1933 auf 217 und 1939 auf 173.
In Kriegsfolge kam 1945 das gesamte südliche Ostpreußen und mit ihm das Dorf Daumen zu Polen. Daumen erhielt die polnische Namensform „Tumiany“ und ist heute eine Ortschaft im Verbund der Stadt- und Landgemeinde Barczewo (Wartenburg i. Ostpr.) im Powiat Olsztyński (Kreis Allenstein), von 1975 bis 1998 der Woiwodschaft Olsztyn, seither der Woiwodschaft Ermland-Masuren zugehörig.

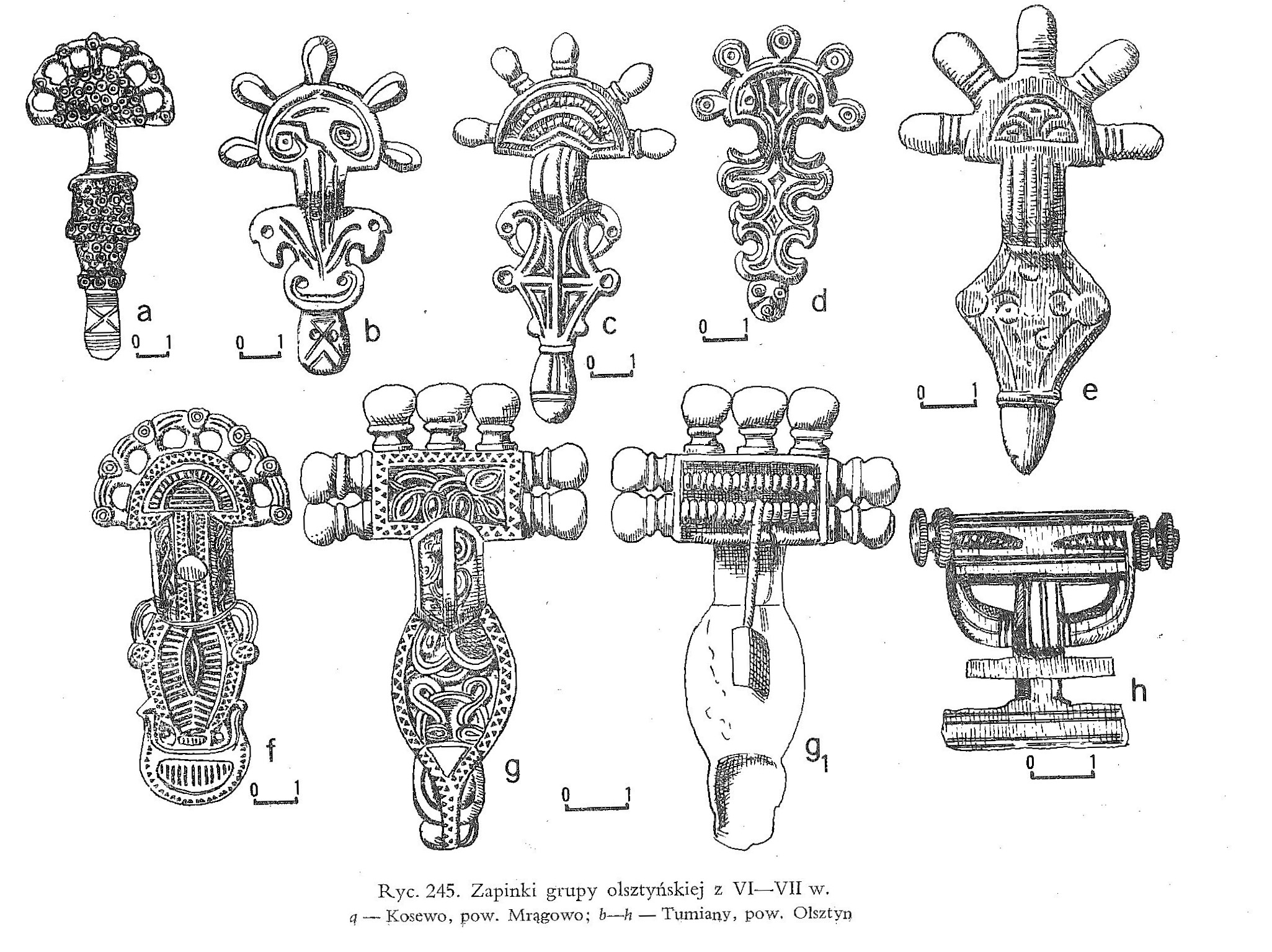
Ausgrabungsfunde in Tumiany

In Tumiany hat man eine reichhaltig bestückte archäologische Stelle entdeckt, deren Funde (zahlreiche Grabbeigaben) zur sogenannten „Olsztyn-Kultur“ aus dem 5. bis 7. Jahrhundert gehören. Die Ausgrabungsstelle zieht viele Touristen an.

## Kirche
Bis 1945 war Daumen in die evangelische Kirche Wartenburg (Ostpreußen) (polnisch Barczewo) in der Kirchenprovinz Ostpreußen der Kirche der Altpreußischen Union, außerdem in die römisch-katholische St.-Anna-Kirche Wartenburgs eingepfarrt. Heute gehört Tumiany katholischerseits zur Pfarrei Bartołty Wielkie (Groß Bartelsdorf) im Erzbistum Ermland, evangelischerseits zur Christus-Erlöser-Kirche Olsztyn (Allenstein) in der Diözese Masuren der Evangelisch-Augsburgischen Kirche in Polen.

## Verkehr
Tumiany ist über einen Verbindungsweg von Bartołty Wielkie (Groß Bartelsdorf) aus direkt zu erreichen. Eine Bahnanbindung besteht nicht.